# Холл, Чарльз Френсис
Ча́рльз Фре́нсис Холл (англ. Charles Francis Hall; 1821—1871) — исследователь Арктики, руководитель двух экспедиций по поиску пропавшей без вести экспедиции Джона Франклина (1860—1862, 1864—1869), первой американской экспедиции к Северному полюсу (1871—1873), этнограф, писатель.

## Краткая биография
Чарльз Фрэнсис Холл родился в 1821 году в Рочестере, Нью-Гемпшир, (по другим данным в штате Вермонт), в семье кузнеца. О ранних годах жизни Чарльза Холла сведений нет. В 1840-х годах он обосновался в Цинциннати, штат Огайо, где женился и открыл небольшой гравировочный бизнес и две небольшие газеты — «Cincinnati Occasional» и «The Daily Press».
Будучи типичным городским жителем, Холл проявлял страстный интерес к истории и географии Арктики, его навязчивой идеей стало, что ему по силам отыскать выживших в экспедиции сэра Джона Франклина, несмотря на то, что экспедиция Френсиса Мак-Клинтока в 1859 году привезла неопровержимые доказательства гибели экспедиции и её участников. «Мой внутренний голос говорил мне, что я должен попробовать сделать это», написал Холл в 1864 году. Будучи человеком безграничной энергии и пытливого ума, но при этом не обладая навыками в навигации и мореплавании, Холл собрал по подписке в Цинциннати небольшую сумму в 980 долларов, и в начале 1860 года отправился на восточное побережье США, где встретился с одним из основателей Американского географического общества — владельцем судоходного бизнеса и меценатом Генри Гринеллем, который предоставил Холлу возможность добраться до Баффиновой земли на одном из китобойных судов. В первый раз Холл отправился на север 29 мая 1860 года на китобойце «Джордж Генри» под командованием капитана Сидни Бадингтона.

## Арктические экспедиции

### 1860—1862
Суть идеи Холла по поиску пропавших участников экспедиции Франклина состояла в том, чтобы ближе познакомиться с местными эскимосами и через них и с их помощью провести детальные исследования возможных мест их пребывания, в частности остров Кинг-Вильям и других островов Канадского арктического архипелага.
Летом 1860 года, посетив несколько мест на восточном побережье Баффиновой земли, Холл высадился в заливе Фробишер (тогда он считался проливом), где быстро подружился с местными аборигенами, среди которых, к его счастью, оказалась супружеская пара Эбирбинг («Джозеф») и Тукулиту («Ханна»), говорившая по-английски, и где провел следующие два года. В течение 1861 года Холл вместе с эскимосами совершил ряд длительных путешествий, и с помощью своих знакомых-переводчиков добывал у туземцев информацию о белых людях. Попутно он сам изучал местный язык. В июне 1861 года Холл, в частности, познакомился на западном побережье Баффиновой земли со старой эскимоской, ещё помнившей со слов своих предков подробности посещения этих берегов экспедициями британского мореплавателя Мартина Фробишера тремя столетиями ранее. В результате своих путешествий Холл выяснил, что «пролив Фробишера» является заливом, обнаружил точное место стоянки экспедиций 1576, 1577 и 1578 годов и привез много их артефактов, близко познакомившись с образом жизни эскимосов, их обычаями. «Я подумал, — писал он, — что если факты, касающиеся экспедиции трехсотлетней давности, так хорошо сохранились в памяти эскимосов, и это доказано, то почему нельзя собрать информацию об экспедиции сэра Джона Франклина, которая была всего лишь шестнадцать лет назад?»
Холл вернулся в США в 1862 году вместе со своими новыми друзьями Джозефом и Ханной и начал приготовления к следующей экспедиции. В 1865 году была опубликована книга Холла «Жизнь среди эскимосов».

### 1864—1869
После первой, довольно сомнительной по полученным результатам, экспедиции Холл по прежнему был убеждён в том, что даже через почти 20 лет возможно отыскать выживших членов экспедиции Франклина, возможно проживающих где-то в районе острова Кинг-Вильям. Ему удалось убедить Генри Гриннеля и Американское географическое общество, а также ряд спонсоров, среди которых была леди Франклин, жена Джона Франклина, помочь ему в его очередном предприятии. В июле 1864 года в сопровождении преданных ему Джо и Ханны он снова отправился на север с капитаном Бадингтоном на китобойце «Монтичелло», в этот раз на север Гудзонова залива.
Первую зимовку Холл провел в устье залива Вагер, и несмотря на то, что судно зимовало рядом, предпочитал жить вместе с эскимосами на берегу. Летом 1865 года он со своими спутниками перебрался севернее в залив Репалс, где провел ещё одну зимовку в форте Хоуп (англ. Fort Hope) — каменной хижине, построенной Джоном Реем в 1846 году.
31 марта 1866 года Холл предпринял свою первую, но оказавшуюся неудачной, попытку добраться до острова Кинг-Вильям. Недалеко от мыса Уэйнтон он встретил эскимосов, у которых оказались артефакты экспедиции Франклина, они также поведали Холлу о двух больших виденных ими кораблях. Холл был очень удовлетворен полученной информацией. Однако другие полученные новости оказались пагубными для дальнейшего предприятия. Эскимосы рассказали, что далее живут враждебные племена, после чего спутники Холла отказались идти дальше, и Холл был вынужден вернуться назад в залив Репалс и остаток года посвятить исследованию полуострова Мелвилл.
В марте 1869 года Холл в сопровождении верных Джо, Ханны и ещё нескольких эскимосов сделал ещё одну попытку достичь острова Кинг-Вильям. Ему потребовалось шесть недель, чтобы достичь западного побережья полуострова Бутия, где он расспросил несколько эскимосских семей, которые рассказали ему о встрече недалеко от мыса Хершель (англ. Cape Herschel) с партией из сорока голодающих белых людей, многие из которых из-за перенесённых лишений прибегали к каннибализму. У них Холл раздобыл многие вещи пропавшей экспедиции, в частности, ложку с инициалами Франклина. Затем Холл пересёк пролив Рея, отделяющий полуостров Бутия от острова Кинг-Вильям, и на острове Тодда обнаружил несколько могил и скелет лейтенанта Генри Ли Висконта (англ. Henry Le Vesconte) с HMS Эребус. Снег всё ещё покрывал землю, скрывая многие возможные следы пребывания людей из пропавшей экспедиции. Холл страстно хотел дождаться лета, когда сойдет снег, однако его спутники категорически отказались оставаться более, чем на неделю, и он снова был вынужден повернуть назад и 20 июня благополучно достиг зимовья в заливе Репалс, откуда на китобойном судне Ansel Gibbs вернулся в США.

### 1871—1873
После двух предыдущих арктических экспедиций, результаты которых, впрочем, некоторыми скептиками были поставлены под сомнение, Холл стал настолько известен, что вместе с его верными друзьями Эбирбингом и Тукулиту в конце 1869 года был удостоен аудиенции Президента США Улисса Гранта. Спустя несколько месяцев Конгресс США выделил 50 000 долларов на первую американскую арктическую экспедицию, целью которой было достижение Северного полюса через, как тогда полагали, свободный от льдов Арктический океан. Холл был назначен руководителем экспедиции. «Арктика — это мой дом», сказал Холл в своей последней речи перед Американским географическим обществом в Нью-Йорке накануне отплытия. «Я люблю её нежно, её штормы, ветра, ледники, айсберги, когда я среди них, мне кажется, что я или на земных небесах, или на небесной земле».
3 июля 1871 года экспедиционное судно «Поларис» вышло из Нью-Йорка, через Девисов пролив вошло в море Баффина и, следуя вдоль западных берегов Гренландии, вышло через пролив Смита между Гренландией и островом Элсмир в Северный ледовитый океан. 2 сентября «Поларис» достиг рекордной на то время широты 82°29'. Чарльз Холл, как руководитель экспедиции, был готов идти до конца, но капитан корабля Сидни Бадингтон (капитан судна «Джордж Генри» экспедиции Холла 1860 года) был крайне обеспокоен вероятностью быть запертым льдами в море, которое Холл назвал в честь президента США морем Линкольна, и Холл согласился повернуть назад. После долгих поисков безопасной гавани «Поларис» встал на зимовку на 81° 36' северной широты в бухте, которую назвали «Бухта Благодарения» (англ. «Thank God Harbor»).
10 октября Холл отправился в санный поход с целью разведки возможного пути к полюсу в будущем году, в ходе которого достиг мыса Бреворт. 24 октября он вернулся на судно, и, после того как выпил чашку кофе, слёг с тяжелыми приступами неизвестной болезни, а 8 ноября 1871 года умер, по заключению врача экспедиции Эмиля Бессельса, от апоплексического удара. Чарльз Френсис Холл был похоронен в полумиле от берега в неглубокой могиле. 
Дальнейшая судьба экспедиции оказалась не менее драматична. 12 августа 1872 года «Поларис» освободился ото льда в бухте, где провёл зимовку, и начал долгий дрейф на юг. 15 октября он оказался зажатым паковыми льдами в проливе Смита, где в результате паники на борту часть команды покинула судно, а часть осталась на нём. На следующий год обе партии, выдержав непростые испытания, были спасены китобойными судами. Первая американская экспедиция к Северному полюсу не достигла поставленных целей, но все её участники, кроме самого руководителя, вернулись на родину.

## Арктическая криминалистика
Причина смерти Холла на протяжении долгого времени оставалась одной из загадок в истории арктических исследований. В 1968 году биограф Чарльза Холла Чонси Люмис (англ. Chauncey Loomis) — профессор Дартмутского колледжа, добился разрешения на эксгумацию его тела, хорошо сохранившегося в вечной мерзлоте. Последующий проведенный анализ образцов тканей костей, ногтей и волос показал, что Холл в последние две недели жизни получил большие дозы мышьяка. Отравление мышьяком согласуется с симптомами, указанными участниками экспедиции: боли в животе, рвота, оцепенение и помутнение рассудка. В своей книге «Арктический Грааль» Пирри Бертон предположил, что, возможно, Холл мог сам принимать мышьяк, поскольку последний был довольно распространён в медицинских наборах того времени. Но он считает более вероятным, что Холл, как утверждал он сам на смертном одре, был отравлен одним из членов экспедиции, возможно, врачом Бессельсом. За давностью лет никаких обвинений никому из участников экспедиции предъявлено не было.

## Память
В честь Чарльза Холла названы:
- Остров Галля
- Острова Холла — залив Репалс, полуостров Мелвилл, Канада.
- Остров Холл — в группе островов Лемье на побережье Баффиновой Земли.
- Полуостров Холл — Баффинова Земля. Открыт в 1576 году М. Фробишером.
- Мыс Холл — северо-западное побережье залива Фокс.
- Залив Холла — часть пролива между Гренландией и островом Элсмир.
- Бухта Холл — побережье Восточной Гренландии.
- Озеро Холл — полуостров Мелвилл, Канада.